# Port Carbon
Port Carbon és una població dels Estats Units a l'estat de Pennsilvània. Segons el cens del 2000 tenia 2.019 habitants.

## Demografia
Segons el cens del 2000, Port Carbon tenia 2.019 habitants, 846 habitatges, i 577 famílies. La densitat de població era de 1.012,4 habitants per quilòmetre quadrat.
Dels 846 habitatges en un 25,9% hi vivien nens de menys de 18 anys, en un 48,9% hi vivien parelles casades, en un 13,2% dones solteres, i en un 31,7% no eren unitats familiars. En el 28,8% dels habitatges hi vivien persones soles el 17,3% de les quals corresponia a persones de 65 anys o més que vivien soles. El nombre mitjà de persones vivint en cada habitatge era de 2,38 i el nombre mitjà de persones que vivien en cada família era de 2,91.
Per edats la població es repartia de la següent manera: un 20,5% tenia menys de 18 anys, un 7,8% entre 18 i 24, un 26,7% entre 25 i 44, un 24,3% de 45 a 60 i un 20,7% 65 anys o més.
L'edat mediana era de 42 anys. Per cada 100 dones de 18 o més anys hi havia 85,5 homes.
La renda mediana per habitatge era de 30.875 $ i la renda mediana per família de 37.939 $. Els homes tenien una renda mediana de 30.165 $ mentre que les dones 20.872 $. La renda per capita de la població era de 16.496 $. Entorn del 5,2% de les famílies i el 7,2% de la població estaven per davall del llindar de pobresa.

## Poblacions més properes
El següent diagrama mostra les poblacions més properes.